# Гелиобиология
Гелиобиоло́гия — раздел биофизики, изучающий гипотетическое влияние изменений активности Солнца на земные организмы.

## История
Первые работы по так называемой "гелиобиологии" опубликовал советский учёный А. Л. Чижевский (1897—1964). До Чижевского о связи между колебаниями активности Солнца и различными проявлениями жизнедеятельности у обитателей Земли утверждал шведский учёный С. Аррениус. Чижевский утверждал    (в работах ) что изменения солнечной активности влияют на скорость роста годичных древесных колец, урожайность зерновых, размножение и миграцию насекомых, рыб и других животных, возникновение и обострение ряда заболеваний у человека и животных. Одновременно Чижевский предлагал использовать ионизированный воздух (который образуется, в частности, при геомагнитных бурях) для лечения легочных заболеваний человека, и в животноводстве для увеличения рождаемости у скота. Позже комиссия под руководством А. Ф. Иоффе дала отрицательный отзыв на гипотезы и работы Чижевского. Иоффе писал, в частности: «… Чижевский не обладает ни знанием физики, ни знанием основ биологии…». Казанский врач-бактериолог С. Т. Вельховер утверждал, что обнаружил изменения окрашиваемости и болезнетворности некоторых микроорганизмов при солнечных вспышках. Энтомолог Н. С. Щербиновский предоположил, что периодичность налётов саранчи соответствует 11-летнему солнечному циклу. Гематолог Н. А. Шульц утверждал, что установил влияние перепадов активности Солнца на число лейкоцитов в крови человека и относительный лимфоцитоз. Итальянский физико-химик Дж. Пиккарди обнаружил влияние различных физических факторов, и в частности изменений активности Солнца, на состояние коллоидных растворов. Японский гематолог М. Таката разработал пробу на осаждение белков крови, чувствительную к изменениям активности Солнца. Французский врач М. Фор и другие предположили, что учащение внезапных смертей и обострений хронических заболеваний связано с повышением солнечной активности.
В современной биофизике считается, что солнечная активность (так называемые «магнитные бури», "космическая погода") не оказывают влияния на здоровье и самочувствие людей, за возможным исключением космонавтов, оказывающийся под повышенным уровнем радиации.
Исследования по гелиобиологии изучают связь между изменениями определённого биологического показателя с активностью Солнца и воздействие условий, моделирующих отдельные факторы солнечной активности, на различные биологические объекты. Гелиобиология тесно связана с медициной, космической биологией, астрономией, физикой. Основная задача гелиобиологии — выяснить, какие факторы активности Солнца влияют на живые организмы и каковы характер и механизмы этих влияний.
В качестве одного из возможных агентов, связывающих изменения солнечной активности и биосферу, рассматриваются вариации магнитного поля Земли.